# Bognor Regis
Bognor Regis, případně jen Bognor, je přímořské město na jihu Anglie. Původně šlo o rybářskou a pašeráckou vesnici, koncem 18. století přeměněnou v přímořské letovisko. Od 30. let 20. století se zde nacházel zábavní park a v roce 1960 zde bylo otevřeno rekreační středisko Butlin's. Ve městě se dále nachází anglikánský kostel sv. Wilfrida a zdejší římskokatolický kostel je zasvěcen Panně Marii Sedmibolestné. Na pobřeží se nachází molo o délce 107 m (původně 305 m), které je zařazené na seznamu britských památkově chráněných budov, tzv. listed buildings (stupeň II). Od roku 1883 zde sídlí fotbalový klub Bognor Regis Town FC. Bognor je dějištěm televizního seriálu Don't Forget the Driver (2019).